# Widełki (kość)

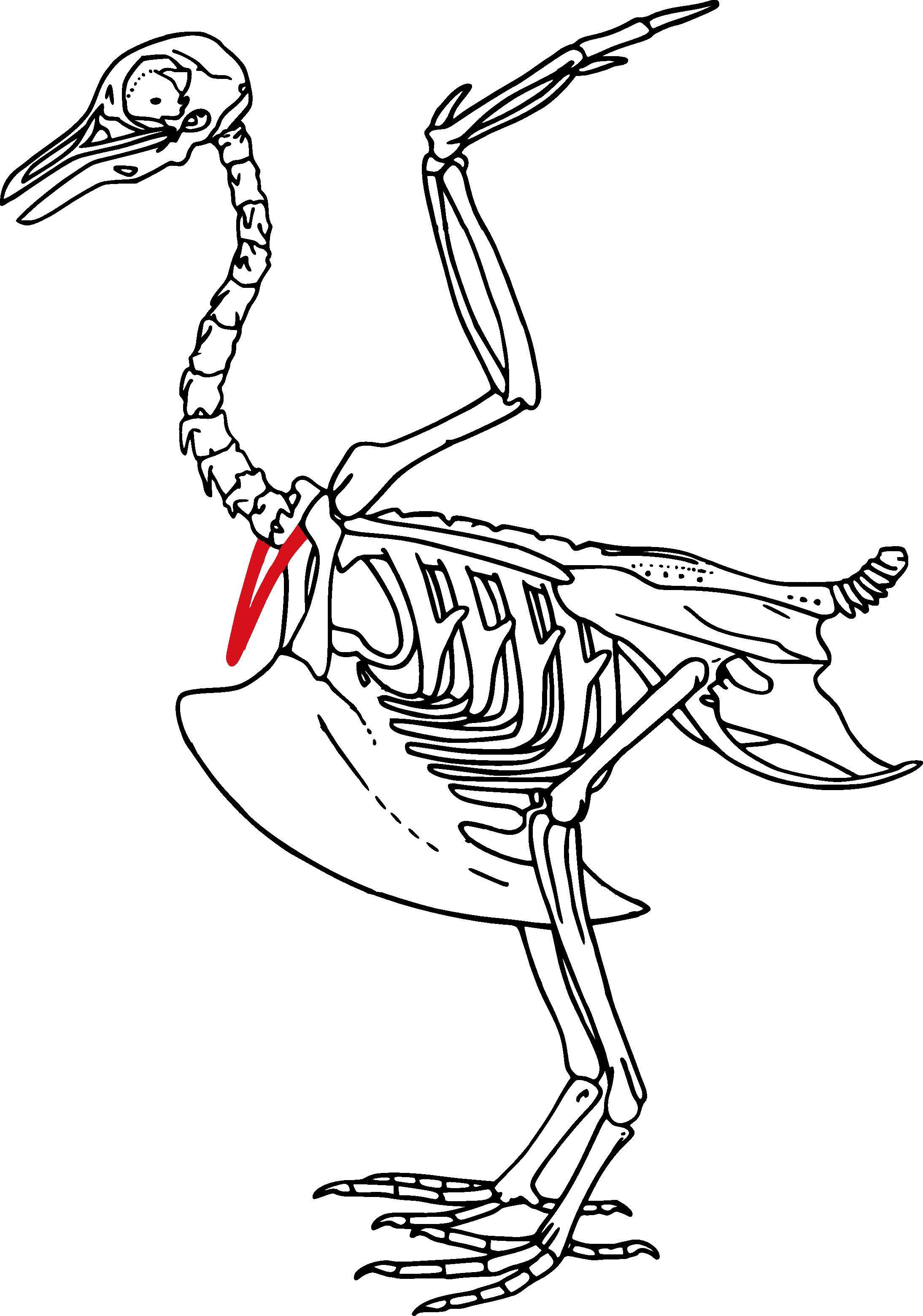
Szkielet ptasi z zaznaczonymi widełkami

Widełki (łac. furcula) – kość należąca do pasa barkowego, właściwa ptakom i niektórym innym dinozaurom. Powstała ze zrostu dwóch obojczyków.

## Ptaki
U ptaków widełki złożone są z dwóch obojczyków. Jednym końcem obojczyk łączy się z kością kruczą i łopatką, zaś drugim, dolnym końcem – z drugim obojczykiem. Funkcją widełek jest zapobiegnięcie nadmiernemu zbliżeniu się stawów barkowych i ściśnięciu klatki piersiowej wywołanym skurczami wielkich mięśni piersiowych ptaka. Szczególnie dobrze widełki rozwinięte są u ptaków latających, jednak są uwstecznione lub całkowicie nieobecne u ptaków nielotnych, biegusów, niektórych papug. Przykładowo u nielotnej papugi kakapo widełki są chrzęstne, tak jak u przedstawicieli Platycercini (poza przedstawicielami Lathamus). Istnieją również ptaki lotne, ale pozbawione widełek, jak gąszczaki (Atrichornithidae), madagaskarniki (Mesitornithiformes), niektóre sowy, południowoamerykańskie tukany, brodacze (Capitoninae), niektóre afrykańskie turaki.

## Nieptasie dinozaury
Kości widełek odkryto u przedstawicieli kilku innych grup dinozaurów – dromeozaurów, owiraptorów, tyranozaurów, troodonów, celofyzów i allozauroidów.

## W kulturze
Widełki znane są w języku angielskim również jako wishbone (od wish – życzenie, chęć, pragnienie). Według istniejącego w Ameryce zwyczaju, w Dniu Dziękczynienia widełki indyka rozłamywane są po posiłku przez dwie osoby. Komu pozostanie w ręku dłuższy kawałek, temu ma się spełnić życzenie. Amerykanie przejęli ten zwyczaj od Anglików, którym pozostał on po Rzymianach, jako z kolei odziedziczony przez nich po Etruskach. Etruskowie wierzyli, że kurczęta pozwalają przewidywać przyszłość (alektriomancja). Rysowali koło z klinami i umieszczonymi w nich literami alfabetu. W każdym klinie oprócz litery umieszczona była porcja pokarmu, zjadana przez kurczę w określonej kolejności; sekwencję liter zapamiętywano i ona układała się we wróżbę. Po zabiciu kurczęcia widełki umieszczano na słońcu dla wyschnięcia oraz by inni nadal mieli dostęp do „magicznych właściwości” kurczaka. Nie jest wyjaśnione, dlaczego wybierana była akurat ta część kostna.